# Ruins (album av First Aid Kit)
Ruins är det fjärde studioalbumet av den svenska folkpopduon First Aid Kit, utgivet den 19 januari 2018 på Columbia Records. Det producerades av Tucker Martine och gästas av R.E.M.s Peter Buck, Wilcos Glenn Kotche och Midlakes McKenzie Smith. Huvudsingeln "It's a Shame" släpptes den 28 september 2017.

## Låtlista
| Nr           | Titel                  | Längd |
| ------------ | ---------------------- | ----- |
| 1.           | Rebel Heart            | 5:23  |
| 2.           | It's a Shame           | 4:00  |
| 3.           | Fireworks              | 4:15  |
| 4.           | Postcard               | 3:47  |
| 5.           | To Live a Life         | 3:13  |
| 6.           | My Wild Sweet Love     | 3:55  |
| 7.           | Distant Star           | 3:10  |
| 8.           | Ruins                  | 3:31  |
| 9.           | Hem of Her Dress       | 3:23  |
| 10.          | Nothing Has to Be True | 5:00  |
| Total längd: | Total längd:           | 39:37 |

### Fotnoter
1. ↑  Horn, Daniel (27 oktober 2017). ”First Aid Kit avslöjar albumrelease, låt och turnédatum”. Gaffa. Arkiverad från originalet den 1 december 2017. https://web.archive.org/web/20171201042051/http://gaffa.se/nyhet/122619/first-aid-kit-avsloejar-albumrelease-lat-och-turnedatum/. Läst 29 november 2017.
2. ↑  Tom Lanham (18 januari 2018). "Interview: First Aid Kit on Turning Ruins Into 'Ruins'" Arkiverad 8 februari 2018 hämtat från the Wayback Machine.. Paste.